# 5554 Кісі
5554 Кісі (5554 Keesey) — астероїд головного поясу, відкритий 15 жовтня 1985 року.
Тіссеранів параметр щодо Юпітера — 3,595.